# Canthon rubrescens
Canthon rubrescens е вид бръмбар от семейство Листороги бръмбари (Scarabaeidae). Видът не е застрашен от изчезване.

## Разпространение и местообитание
Разпространен е в Боливия и Перу.
Обитава наводнени райони, гористи местности, блата, мочурища и тресавища.